# دانشگاه فنی دارمشتات
دانشگاه فنی دارمشتات (به آلمانی: Technische Universität Darmstadt) یا به اختصار TU Darmstadt، یک دانشگاه تحقیقاتی دولتی  در دارمشتات واقع در ایالت هسن آلمان است که در سال ۱۸۷۷ میلادی بنیان‌نهاده شده‌است. این دانشگاه در سال ۱۸۸۲، اولین دانشکده مهندسی برق را در جهان تأسیس کرد و برای اولین بار در جهان رشته مهندسی برق را ارائه کرد. دانشگاه فنی دارمشتات در سال ۱۸۹۹ حق اعطای مدرک دکترا را دریافت کرد. این دانشگاه در سال ۲۰۰۴، اولین دانشگاه آلمان بود که به‌عنوان یک دانشگاه مستقل شناخته شد.
این دانشگاه نقشی پیشگام را در آلمان برعهده دارد و علوم کامپیوتر، مهندسی برق، هوش مصنوعی، مکاترونیک، انفورماتیک کسب‌وکار، علوم سیاسی و بسیاری دوره‌های دیگر توسط این دانشگاه به عنوان رشته‌های علمی در آلمان معرفی شدند. دانشگاه فنی دارمشتات به خاطر دستاوردهایش در شاخه‌های مختلف علوم پایه و علوم مهندسی شهرت جهانی دارد.
دانشگاه یوهانس گوتنبرگ ماینتس، دانشگاه گوته فرانکفورت و دانشگاه فنی دارمشتات، باهم دانشگاه‌های راین ماین (RMU) را تشکیل می‌دهند. دانشگاه فنی دارمشتات، عضو انجمن ۹ دانشگاه فنی پیشگام (TU9)، شبکه‌ای از برجسته‌ترین دانشگاه‌های فنی آلمان (دانشگاه‌های صنعتی) است.
دانشگاه فنی دارمشتات از مراکز تحقیقات هوش مصنوعی آلمان و مرکز هوش مصنوعی ایالت هسن است. این دانشگاه عضوی از مرکز آتن، واقع در دارمشتات، بزرگترین موسسه تحقیقاتی برای امنیت سایبری کاربردی در اروپا است. این دانشگاه در خوشه فناوری اطلاعات راین-مین-نکار، «سیلیکون ولی آلمان»، بزرگترین خوشه فناوری اطلاعات اروپا واقع شده‌است.
فارغ‌التحصیلان دانشگاه فنی دارمشتات، شامل برندگان جایزه نوبل، کارآفرینان، مدیران، میلیادرها و سیاستمداران هستند. از ماه سپتامبر سال ۲۰۱۹، این دانشگاه با ۴ برنده جایزه نوبل و ۳ برنده جایزه ولف در فیزیک مرتبط است. چندین سال است که دانشگاه فنی دارمشتات، یکی از دانشگاه‌هایی است که بیشترین مدیران را در اقتصاد آلمان دارد و هم‌اکنون در میان ۳ دانشگاه برتر قرار دارد.

## تاریخچه و افتخارات
این دانشگاه در سال ۱۸۷۷ تأسیس گردید و از سال ۱۸۹۹ امتیاز ارائه مدرک دکترا را کسب نمود. به لحاظ تاریخی، دانشگاه فنی دارمشتات اولین دانشگاه در دنیا بود که رشتهٔ مهندسی برق را در سال ۱۸۸۲ میلادی تأسیس و ارائه نموده‌است. همچنین عنصر صدودهم جدول تناوبی که توسط فارغ التحصیلان این دانشگاه در مؤسسه ای تحقیقاتی در دارمشتات کشف شد، به دلیل خدمات این شهر و این دانشگاه به علم، دارمشتادیم نامگذاری شده‌است.
این دانشگاه عضو انجمن TU9 می‌باشد که متشکل از ۹ دانشگاه فنی پیشگام آلمان است. بودجه دریافتی این دانشگاه از بنیاد پژوهش آلمان در بین سالهای ۲۰۱۱ تا ۲۰۱۳ بیش از ۱۴۵ میلیون یورو بوده‌است. از نظر بودجه دریافتی در این سالها دانشگاه فنی دارمشتات در رشته مهندسی مکانیک بعد از دانشگاه فنی آخن و دانشگاه هانوفر در مکان سوم و در مهندسی برق و انفورماتیک بعد از دانشگاه فنی آخن، دانشگاه فنی مونیخ و دانشگاه اشتوتگارت در مکان چهارم و بالاتر از موسسه فناوری کارلسروهه قرار گرفت.
در ارزیابی سال ۲۰۱۵ بنیاد پژوهش آلمان این دانشگاه در مجموع رشته‌های مهندسی بعد از دانشگاه آخن در مکان دوم قرار گرفت.

## اساتید و فارغ‌التحصیلان برجسته
- پتر گرونبرگ
- کارل آدام پتری
- گرهارد سسلر
- گونتر بهنیش